# Benita Koch-Otte

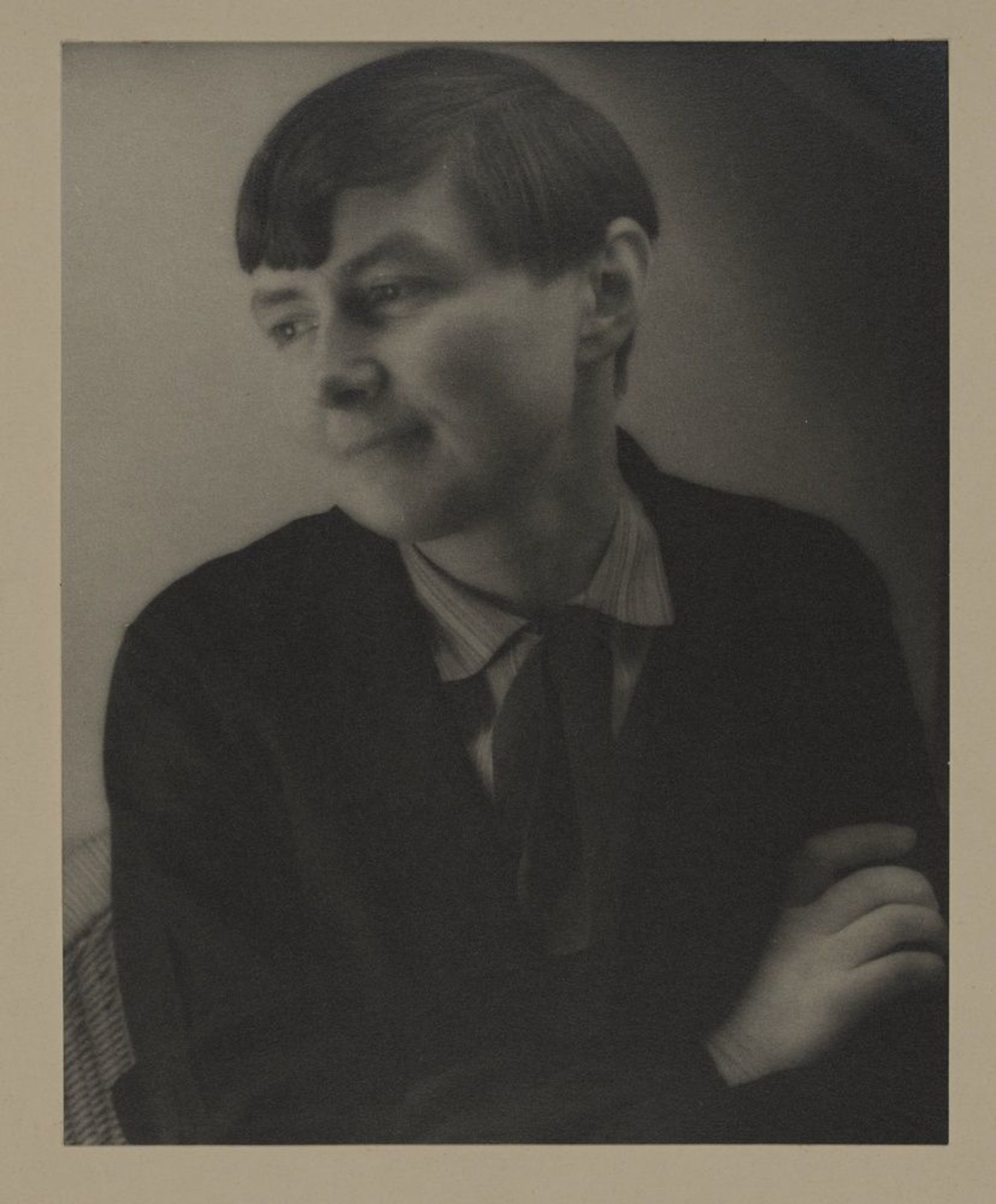
Benita Koch-Otte, fotografiert von ihrem Ehemann Heinrich Koch Ende der 1920er

Benita Koch-Otte (* 23. Mai 1892 in Stuttgart; † 26. April 1976 in Bielefeld) war eine deutsche Bildwirkerin und Textildesignerin.

## Leben

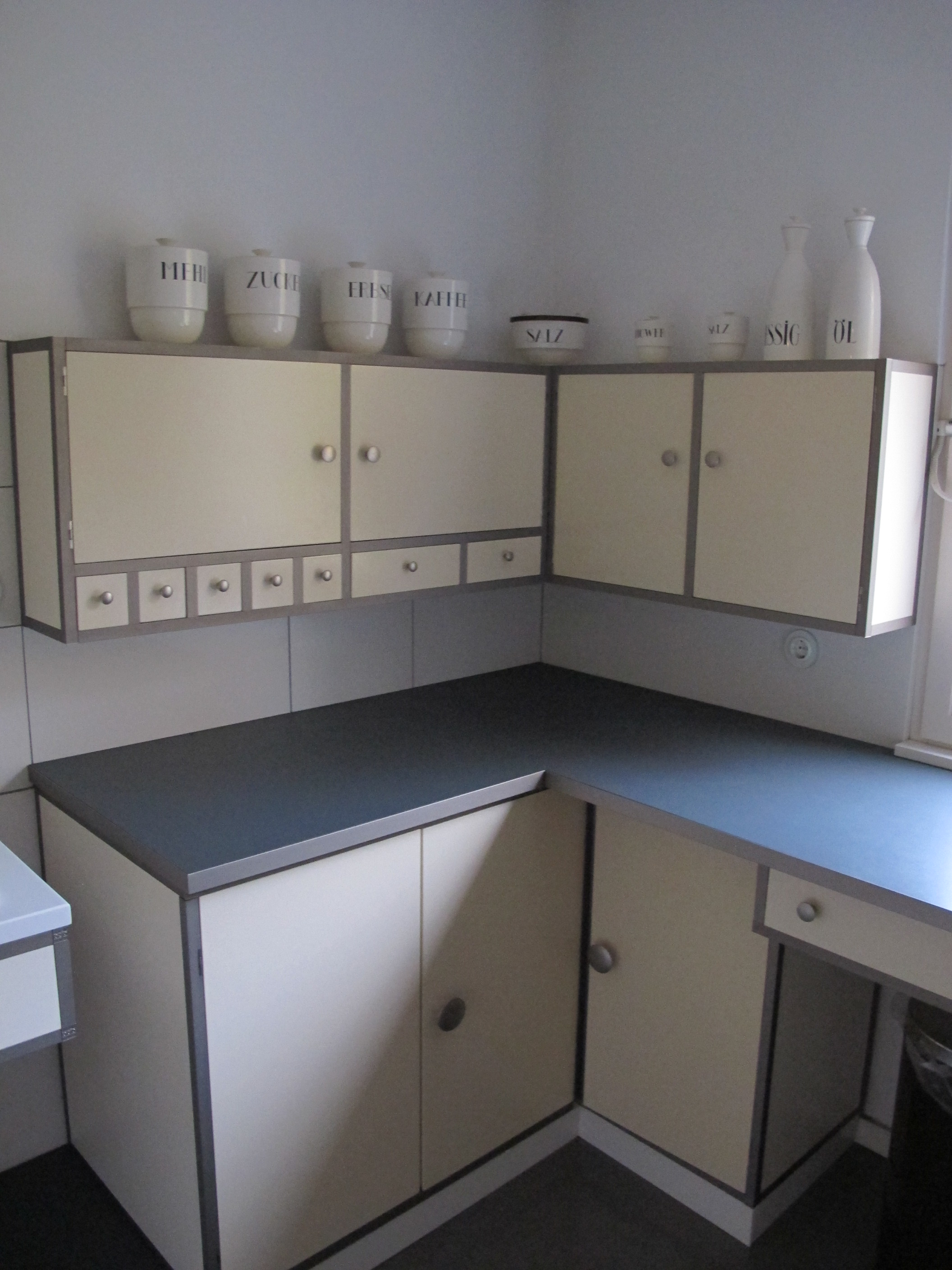
Küche im Musterhaus Am Horn, Entwurf und Durchführung von Benita Otte und Ernst Gebhardt, 1923

Nach dem Reifezeugnis am Lyzeum in Krefeld 1908 legte Benita Otte 1913 die Staatliche Zeichenlehrer-Prüfung am Zeichenseminar in Düsseldorf ab. 1914 bestand sie die Staatliche Prüfung als Turnlehrerin im Frauenbildungsverein Frankfurt a. M. und im folgenden Jahr die Staatliche Prüfung als Handarbeitslehrerin im Lettehaus in Berlin. Benita Otte arbeitete von 1915 bis 1920 als Lehrerin für Zeichnen, Turnen und Handarbeit an der Städtischen Höheren Mädchenschule in Uerdingen. Mit 28 Jahren immatrikulierte sie sich zu Ostern 1920 am Staatlichen Bauhaus in Weimar. Bis 1925 war sie hier zunächst Schülerin, später Mitarbeiterin in der Werkstatt für Weberei am Bauhaus. Gemeinsam mit Gunta Stölzl soll Benita Otte zu den begabtesten Studentinnen der Weberei am Bauhaus gehört haben. Beide besuchten u. a. Kurse an der Färbereifachschule und an der Textilfachschule in Krefeld, um sich weiterzubilden und die Kommilitoninnen in Weimar in den neu erlernten Techniken zu unterrichten. Für die Bauhausausstellung von 1923 in Weimar entwickelte Benita Otte zusammen mit Ernst Gebhardt „eine ausgesprochen funktionale Küche“ für das Musterhaus Am Horn von Georg Muche. Außerdem entwarf und fertigte sie für das Haus den waschbaren Teppich des Kinderzimmers.
Von 1925 bis 1933 leitete Benita Otte die Abteilung der Weberei in den Werkstätten der Burg Giebichenstein in Halle (Saale). Nach Auflösung des Bauhauses in Weimar im Jahr 1925 kamen zahlreiche ehemalige Bauhäusler als Lehrer an die Burg 1929 traf sie hier erneut auf Heinrich Koch, der am Bauhaus von 1922 bis 1927 u. a. in der Werkstatt für Wandmalerei ausgebildet worden und zuletzt Leiter der Abteilung Fotografie an der Burg Giebichenstein, gewesen war. Sie heirateten noch im selben Jahr.
Auf Burg Giebichenstein konnte Benita Koch-Otte in ihrer Arbeit die beiden Ideale der Burg und des Bauhauses vereinen und verwirklichen.
Nach der Machtergreifung der Nationalsozialisten wurde das Ehepaar aus dem Hochschuldienst entlassen und zog nach Prag um. 1934 verunglückte Heinrich Koch hier tödlich. Benita Koch-Otte kehrte noch im selben Jahr nach Deutschland zurück. In den von Bodelschwinghschen Anstalten Bethel fand sie als Leiterin der dortigen Weberei am 1. September 1934 eine neue Aufgabe und Heimat. 1937 legte sie die entsprechende Meisterprüfung vor der Handwerkskammer Bielefeld ab und unterrichtete noch über ihre Pensionierung im Jahr 1957 hinaus Farbenlehre. 1969 zog Benita Koch-Otte in das von-Plettenberg-Stift in Bielefeld.
In Erfurt wurde die Benita-Otte-Straße nach ihr benannt.

## Ausstellungen
- Farblehre und Weberei Benita Koch-Otte: Ausstellung in der Werkstatt Lydda in Bethel, 13. Mai – 30. Juni 1972; Ausstellung im Bauhaus-Archiv Berlin-Charlottenburg, 20. Februar – 4. April 1976
- 2012 Die Bauhäuslerin Benita Koch-Otte. Textilgestaltung und Freie Kunst 1920–1933, Neues Museum, Weimar, 20. April bis 10. Juni 2012, Bauhaus-Archiv, Museum Für Gestaltung, Berlin, 20. Juni bis 27. August 2012[2][3]